# Vernou-sur-Brenne
Vernou-sur-Brenne és un municipi francès, situat al departament de l'Indre i Loira i a la regió de Centre – Vall del Loira. L'any 2007 tenia 2.732 habitants.

## Demografia

### Població
El 2007 la població de fet de Vernou-sur-Brenne era de 2.732 persones. Hi havia 1.055 famílies, de les quals 260 eren unipersonals (114 homes vivint sols i 146 dones vivint soles), 368 parelles sense fills, 366 parelles amb fills i 61 famílies monoparentals amb fills.
La població ha evolucionat segons el següent gràfic:
Habitants censats

### Habitatges
El 2007 hi havia 1.203 habitatges, 1.068 eren l'habitatge principal de la família, 57 eren segones residències i 79 estaven desocupats. 1.074 eren cases i 121 eren apartaments. Dels 1.068 habitatges principals, 810 estaven ocupats pels seus propietaris, 241 estaven llogats i ocupats pels llogaters i 17 estaven cedits a títol gratuït; 16 tenien una cambra, 80 en tenien dues, 180 en tenien tres, 284 en tenien quatre i 507 en tenien cinc o més. 804 habitatges disposaven pel capbaix d'una plaça de pàrquing. A 439 habitatges hi havia un automòbil i a 506 n'hi havia dos o més.

### Piràmide de població
La piràmide de població per edats i sexe el 2009 era:
| Homes | Edats   | Dones |
| ----- | ------- | ----- |
| 0     | 95 o +  | 12    |
| 8     | 90 a 94 | 36    |
| 28    | 85 a 89 | 72    |
| 16    | 80 a 84 | 32    |
| 76    | 75 a 79 | 64    |
| 56    | 70 a 74 | 104   |
| 52    | 65 a 69 | 76    |
| 52    | 60 a 64 | 36    |
| 40    | 55 a 59 | 64    |
| 88    | 50 a 54 | 100   |
| 80    | 45 a 49 | 64    |
| 76    | 40 a 44 | 52    |
| 116   | 35 a 39 | 92    |
| 64    | 30 a 34 | 92    |
| 96    | 25 a 29 | 64    |
| 60    | 20 a 24 | 68    |
| 64    | 15 a 19 | 52    |
| 68    | 10 a 14 | 60    |
| 60    | 5 a 9   | 84    |
| 88    | 0 a 4   | 84    |

## Economia
El 2007 la població en edat de treballar era de 1.633 persones, 1.264 eren actives i 369 eren inactives. De les 1.264 persones actives 1.183 estaven ocupades (635 homes i 548 dones) i 80 estaven aturades (26 homes i 54 dones). De les 369 persones inactives 157 estaven jubilades, 104 estaven estudiant i 108 estaven classificades com a «altres inactius».

### Ingressos
El 2009 a Vernou-sur-Brenne hi havia 1.059 unitats fiscals que integraven 2.594 persones, la mediana anual d'ingressos fiscals per persona era de 19.431 €.

### Activitats econòmiques
Dels 131 establiments que hi havia el 2007, 6 eren d'empreses alimentàries, 1 d'una empresa de fabricació d'elements pel transport, 5 d'empreses de fabricació d'altres productes industrials, 22 d'empreses de construcció, 26 d'empreses de comerç i reparació d'automòbils, 5 d'empreses de transport, 8 d'empreses d'hostatgeria i restauració, 4 d'empreses financeres, 9 d'empreses immobiliàries, 11 d'empreses de serveis, 27 d'entitats de l'administració pública i 7 d'empreses classificades com a «altres activitats de serveis».
Dels 30 establiments de servei als particulars que hi havia el 2009, 1 era una oficina de correu, 1 funerària, 1 taller de reparació d'automòbils i de material agrícola, 1 autoescola, 2 paletes, 3 guixaires pintors, 5 fusteries, 8 lampisteries, 2 perruqueries, 4 restaurants, 1 agència immobiliària i 1 saló de bellesa.
Dels 10 establiments comercials que hi havia el 2009, 1 era un hipermercat, 1 una botiga de més de 120 m², 2 fleques, 2 carnisseries, 1 una peixateria, 1 una llibreria, 1 una sabateria i 1 una joieria.
L'any 2000 a Vernou-sur-Brenne hi havia 75 explotacions agrícoles que ocupaven un total de 1.425 hectàrees.

## Equipaments sanitaris i escolars
L'únic equipament sanitari que hi havia el 2009 era una farmàcia.
El 2009 hi havia 1 escola maternal i 2 escoles elementals.

## Poblacions més properes
El següent diagrama mostra les poblacions més properes.